# Sakomakmur
Sakomakmur is een bestuurslaag in het regentschap Banyuasin van de provincie Zuid-Sumatra, Indonesië. Sakomakmur telt 230 inwoners (volkstelling 2010).